# وزارت امنیت اجتماعی کره شمالی
وزارت امنیت اجتماعی جمهوری دموکراتیک خلق کره (به هانگول: 조선민주주의인민공화국 사회안전성) که معمولاً با نام بوآن شناخته‌می‌شود، یک سازمان مجری قانون در کره شمالی است.
برخلاف اکثر وزارتخانه‌های کره شمالی که زیر نظر کابینه فعالیت می‌کنند، وزارت امنیت اجتماعی مستقیماً تحت نظارت کمیسیون امور دولتی است. وزیر امنیت فعلی ری یونگ گیل می‌باشد.
افسران مؤثر آن با توصیه کمیته محلی حزب کارگران کره و وضعیت سانگبون خود انتخاب می‌شوند.

## پیشینه
این وزارتخانه برای اولین بار به‌عنوان اداره امنیت سیاسی در ۱۹ نوامبر ۱۹۴۵ تأسیس شد. این اداره در سپتامبر ۱۹۴۸ تابع وزارت امور داخلی شد. این اداره در مه ۱۹۵۱ به یک وزارتخانه جداگانه معروف به وزارت امنیت اجتماعی تبدیل شد. با این همه، این وزارتخانه بعدها در اکتبر ۱۹۵۲ با وزارت امور داخلی ادغام شد.
وزارت امنیت اجتماعی پس از انشعاب از وزارت امور داخلی در اکتبر ۱۹۶۲ مجدداً تأسیس گشت. همچنین در دسامبر ۱۹۷۲ به اداره امنیت اجتماعی مبدل گشت. این اداره زیرمجموعه شورای اداری بود. در آوریل ۱۹۸۲، این اداره از شورای اداری جدا شد اما بعدها در دسامبر ۱۹۸۶ تحت کنترل آن شد.
این اداره در سپتامبر ۱۹۹۸ به وزارت امنیت اجتماعی تغییر نام داد و زیرمجموعه کابینه شد. در آوریل ۲۰۰۰، نام این وزارتخانه به وزارت امنیت خلق تغییر یافت. در آوریل ۲۰۱۰، این وزارتخانه به اداره امنیت خلق تغییر یافت و تحت کنترل کمیسیون دفاع ملی شد.
در سال ۲۰۱۶، این اداره به وزارت امنیت خلق تغییر نام داد و تابع کمیسیون امور دولتی شد.
نهایتاْ در مه ۲۰۲۰ مجدداً به وزارت امنیت اجتماعی تغییر نام داد.

## وظایف
فراتر از پلیس بودن، خدمات آن شامل ارائه محافظ برای افراد مهم، نظارت بر سیستم توزیع عمومی و زندان‌ها در کره شمالی است که بخشی از اداره اصلاحات وزارت امنیت اجتماعی می‌باشد.
وزارت امنیت اجتماعی اطلاعاتی را از اطلاع‌رسانان محلی واقع در واحدهای اجتماعی در مورد اعمال غیر قانونی و نامنظم جمع‌آوری می‌کند. اگر پرونده‌ای ماهیت سیاسی داشته باشد، برای بررسی به وزارت امنیت دولتی تحویل داده می‌شود.

## نیروهای امنیت اجتماعی خلق کره
نیروهای امنیت اجتماعی خلق کره که قبلاً با عنوان نیروهای گارد خلق شناخته می‌شد، زیرمجموعه وزارتخانه‌ای است که مسئولیت امنیت تأسیسات مهم ملی مانند خطوط مرزی نظامی، مرزها و امنیت ساحلی، ساختمان‌های دولتی، تأسیسات هسته‌ای یونگ‌بیون، نیروگاه‌ها و امکانات پخش را بر عهده دارد. وزارت امنیت اجتماعی سازمان ژاندارمری و دفاع غیر نظامی کشور است که در خطوط نظامی سازماندهی شده‌است.
در دهه ۱۹۸۰، وظایف گارد خلق به آژانس امنیت ملی منتقل شد و گمان می‌رفت که مرزبانی در اکتبر ۱۹۹۶ به وزارت نیروهای مسلح خلق منتقل شود. در سال ۲۰۱۰ نیروهای امنیت خلق آن زمان به نیروهای امنیت داخلی خلق تبدیل شدند و در سال ۲۰۲۰ به نیروهای امنیت اجتماعی خلق تغییر نام دادند.

## وزیران کشور
- پاک ایل یو (۱۹۴۸)
- پانگ هاک سه (۱۹۵۲–۱۹۶۰)
- پاک مون جو (۱۹۶۰–۱۹۶۲)
- پاک سونگ چول (۱۹۶۷)

## وزیران امنیت خلق
- چو پو ایل (۲۰۱۳–۲۰۲۰)
- کیم جونگ هو (۲۰۲۰–ژانویه ۲۰۲۱)[۱۱]
- ری یونگ گیل (ژانویه ۲۰۲۱–ژوئیه ۲۰۲۱)
- کیم جونگ هو (ژوئیه ۲۰۲۱–سپتامبر ۲۰۲۱)
- جانگ جونگ نام (سپتامبر ۲۰۲۱–دسامبر ۲۰۲۱)
- ری تائه سوپ (دسامبر ۲۰۲۱–ژوئن ۲۰۲۲)[۱۲]
- پارک سو ایل (ژوئن ۲۰۲۲–دسامبر ۲۰۲۲)
- ری تائه سوپ (۲۸ دسامبر ۲۰۲۲–تاکنون)

## مراتب و نشان

### درجات نظامی
| درجه         | نشان |
| ------------ | ---- |
| ژنرال        |      |
| ارتشبد       |      |
| سپهبد        |      |
| سرلشگر       |      |
| سرهنگ ارشد   |      |
| سرهنگ        |      |
| سرهنگ دوم    |      |
| سرگرد        |      |
| سروان        |      |
| ستوان ارشد   |      |
| ستوان        |      |
| ستوان دوم    |      |
| سرگروهبان    |      |
| گروهبان ارشد |      |
| گروهبان      |      |
| گروهبان دوم  |      |
| سرجوخه       |      |
| سرجوخه دوم   |      |
| سرباز ارشد   |      |
| سرباز        |      |